# ノルウェー民俗博物館

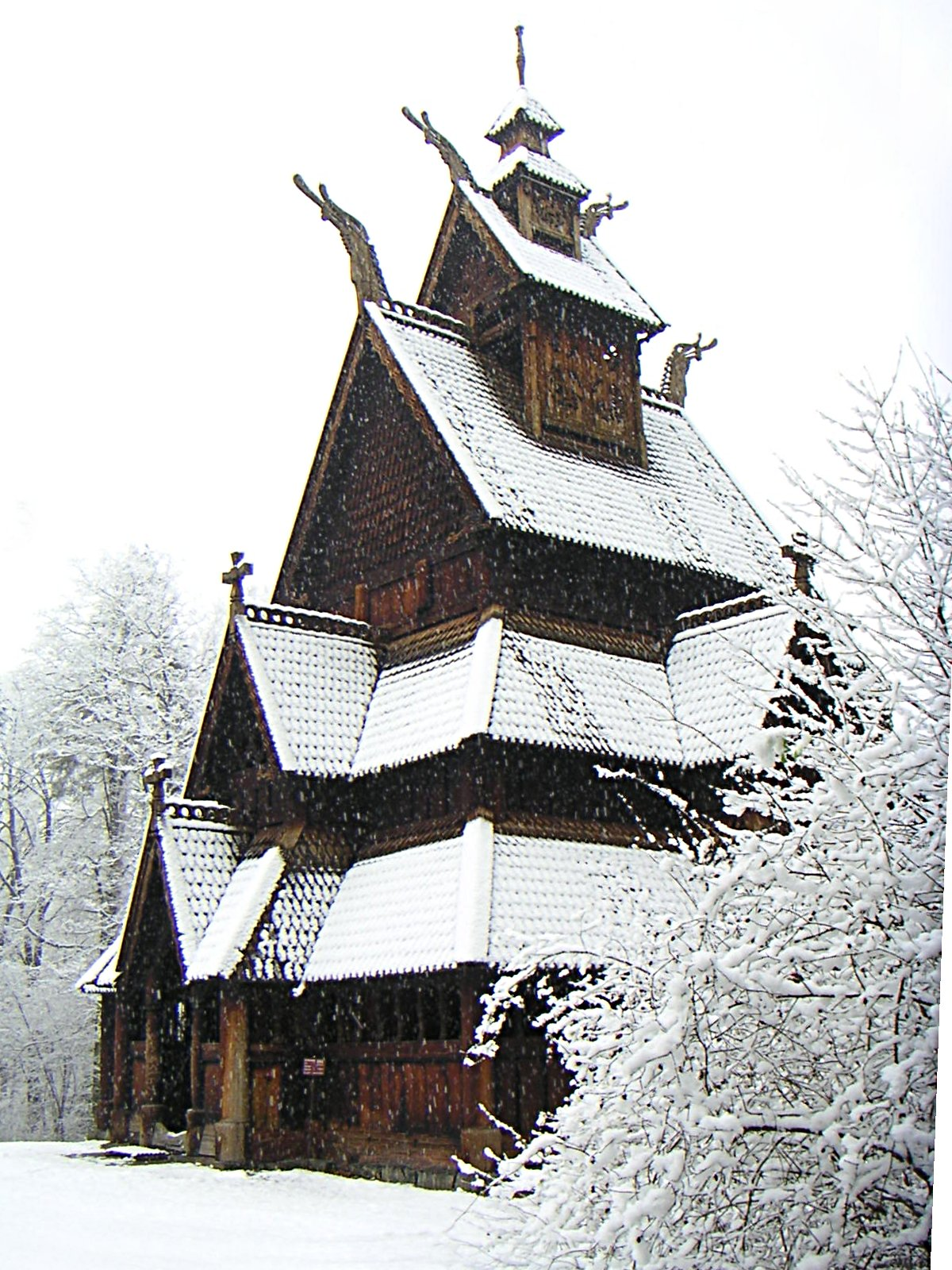
1885年にオスカー2世の野外博物館に再建されたゴル・スターヴ教会

ノルウェー民俗博物館（ノルウェー語:  Folkemuseum、英語: Norwegian Museum of Cultural History）は、オスロのビグドイ地区にあり、ノルウェーのあらゆる社会集団とあらゆる地域からの膨大な遺物を収蔵する文化史博物館である。また町や田舎から移築された150棟以上の建物からなる大規模な野外博物館も併設されている。
ノルウェー文化史博物館はビグドイ半島にあり、ヴァイキング船博物館、フラム号博物館、コンティキ号博物館、ノルウェー海洋博物館など、他のいくつかの博物館の近くにある。

## 歴史
ノルウェー民俗博物館は、 1894年に司書で歴史家のハンス・オール（1869-1946）によって設立された。
現在の敷地の中心部分は1898年に取得されたものである。臨時展示棟の建設といくつかの田舎の建物の再建の後、博物館は1901年に一般公開された。1907年には、隣地にあったオスカル2世のコレクションが博物館に組み入れられた。ゴル・スターヴ教会を中心に移築された5つの建物は、1881年に設立された世界初の野外博物館として知られている。ハンス・アールは1946年に死去するまで館長を務めた。彼の指揮の下、美術館は面積、スタッフ、コレクション、建物、来館者数において大幅な成長を遂げた。レイダー・シェルベリ（1904-1978）は1947年に館長に就任し、1974年に引退するまで館長を務めた。1990年から2000年まではエリック・ルデングが館長を務めた。2020年からはニーナ・レフセトが館長を務めている。博物館の重要な建物の中には、13 世紀のゴール・スターヴ教会があり、1907 年にノルウェー民俗博物館に組み入れられた。
ゴール・スターヴ教会は、博物館にある 5 つの中世の建物のうちの 1 つで、このほかに 14 世紀のラウランド農家 ( Raulandstua ) と、オスロの ヴェッセルス 門 15 番地から移築された 1865 年の長屋がある。9 つのアパートのうち 7 つは、19 世紀と 20 世紀のさまざまな時代の典型的な内装を示しており、その中には 2002 年に家具が備え付けられたパキスタンからの移民家族が住んでいたアパートも含まれている。1951年、オスロ大学民俗学博物館のサーミ コレクションがノルウェー民俗博物館に移管された。
博物館には、著名な写真家アンネシュ・ビール・ヴィルセ（1865-1949）の作品の大部分を含む、大規模な写真アーカイブも所蔵されている。2004年、隣接するビグドイ王家の領地の管理が博物館に移管された。博物館の設立以来、研究は建物と家具、衣服と織物、技術と社会文化、農業、日々の労働、サーミ文化(サーミ人) に重点が置かれている。

## 所在地
- Museumsveien 10, 0287 Oslo

## 近在の施設
- ヴィーゲラン彫刻公園
- フラム号博物館
- ヴァイキング船博物館

## ギャラリー

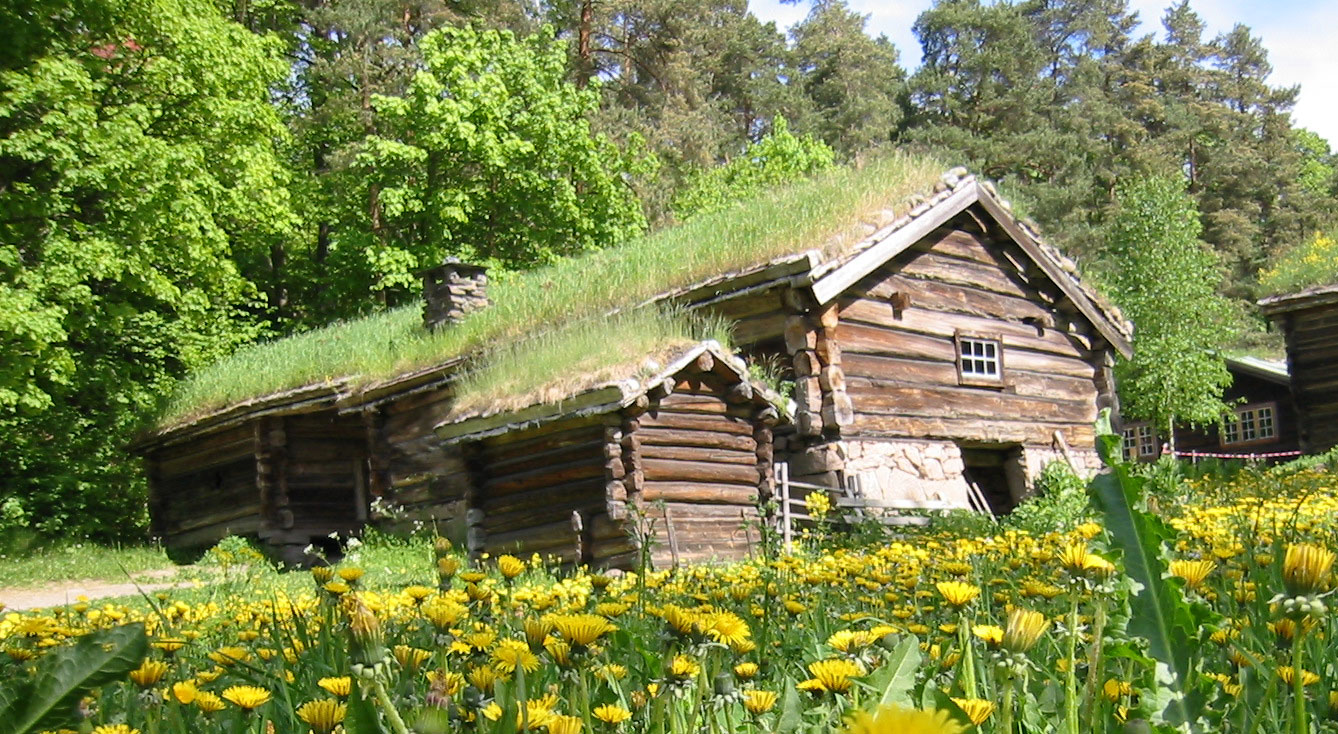
オースターダルの農場にあるログハウス
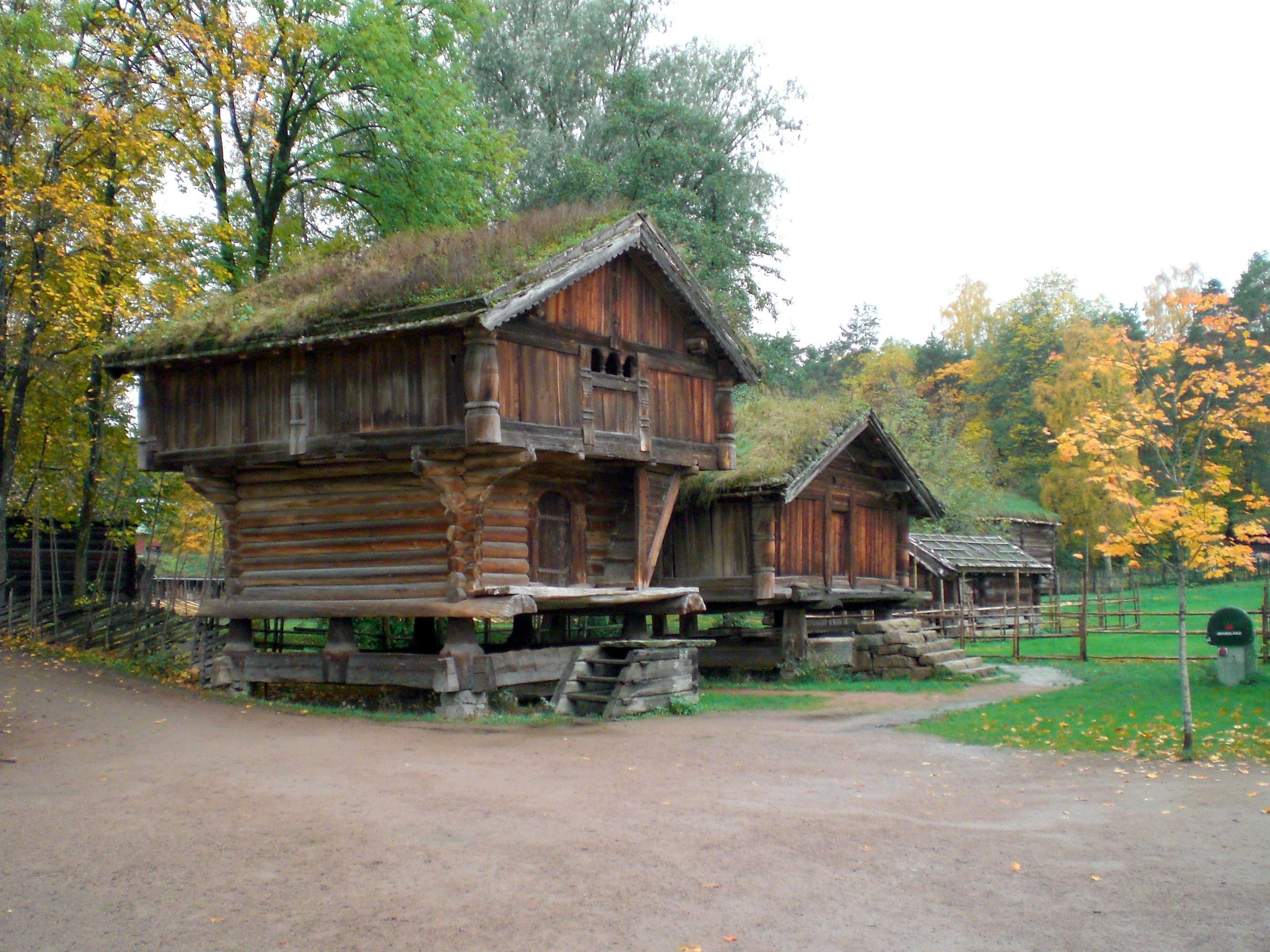
テレマルクのホーヴィンと グランシェラドの歴史的建造物
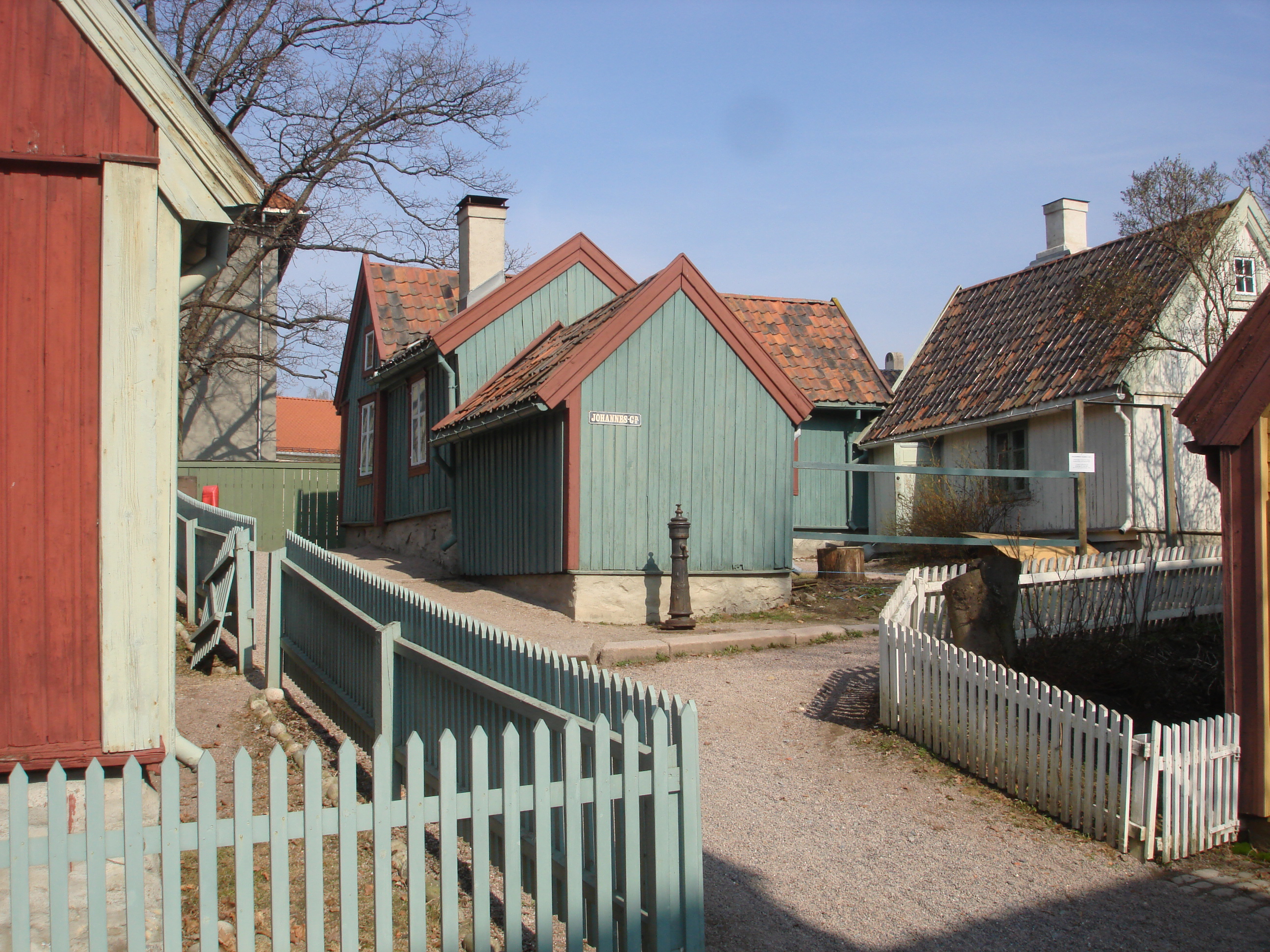
オスロ の旧エネルハウゲン集落の労働者階級の家
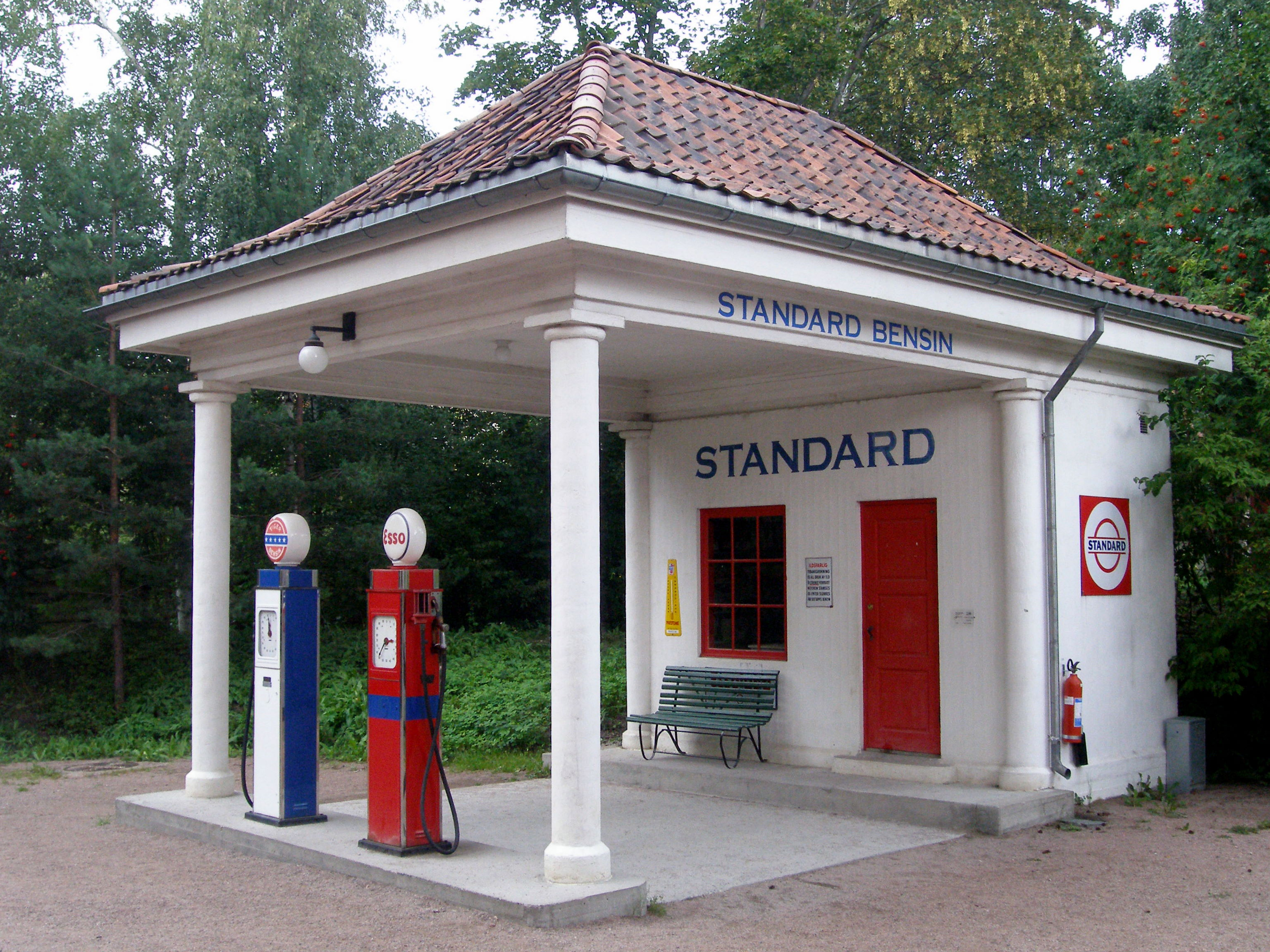
1928年にホルムストランドから移転したスタンダードオイルのガソリンスタンド
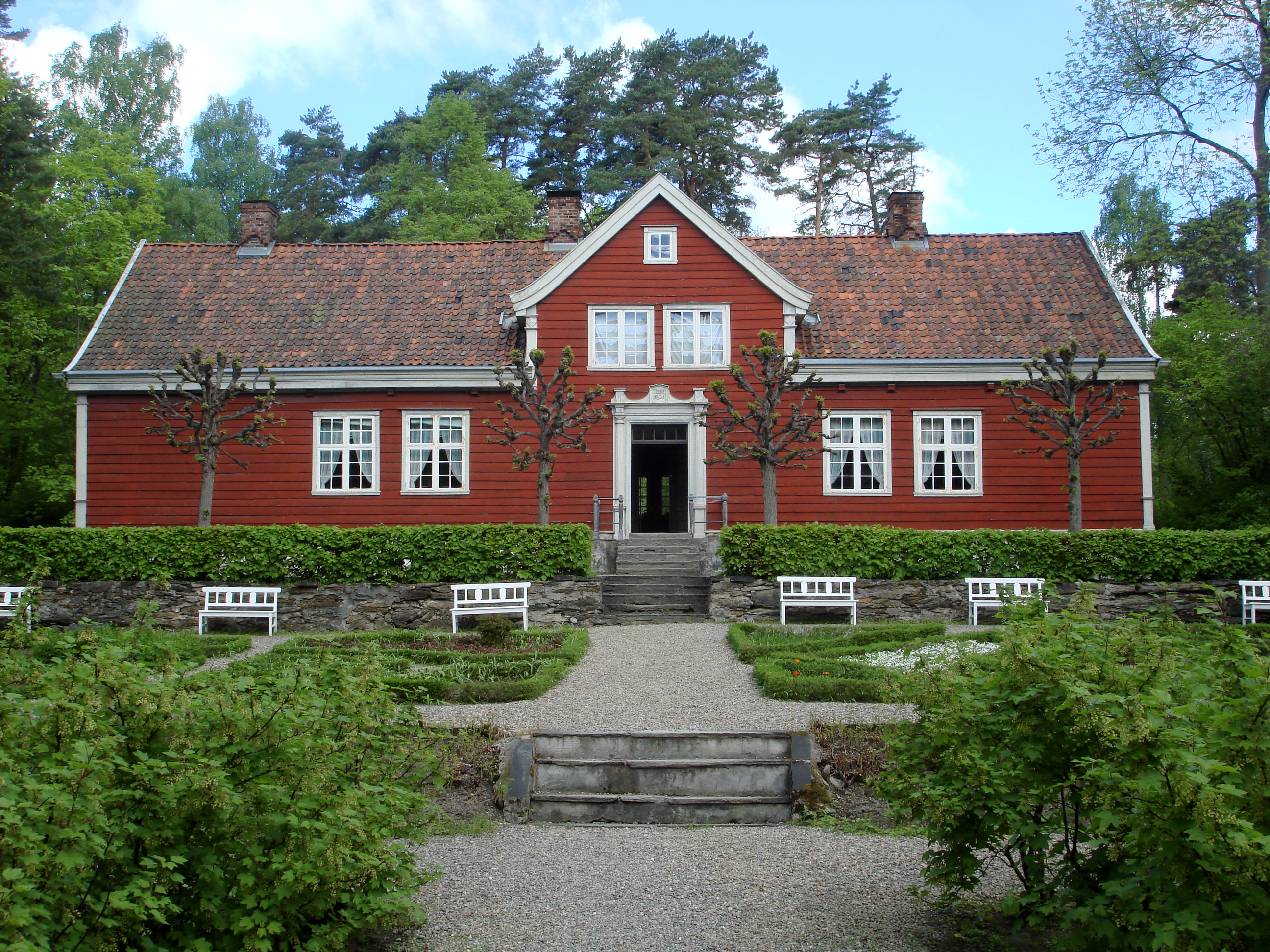
ライカンゲルの牧師館
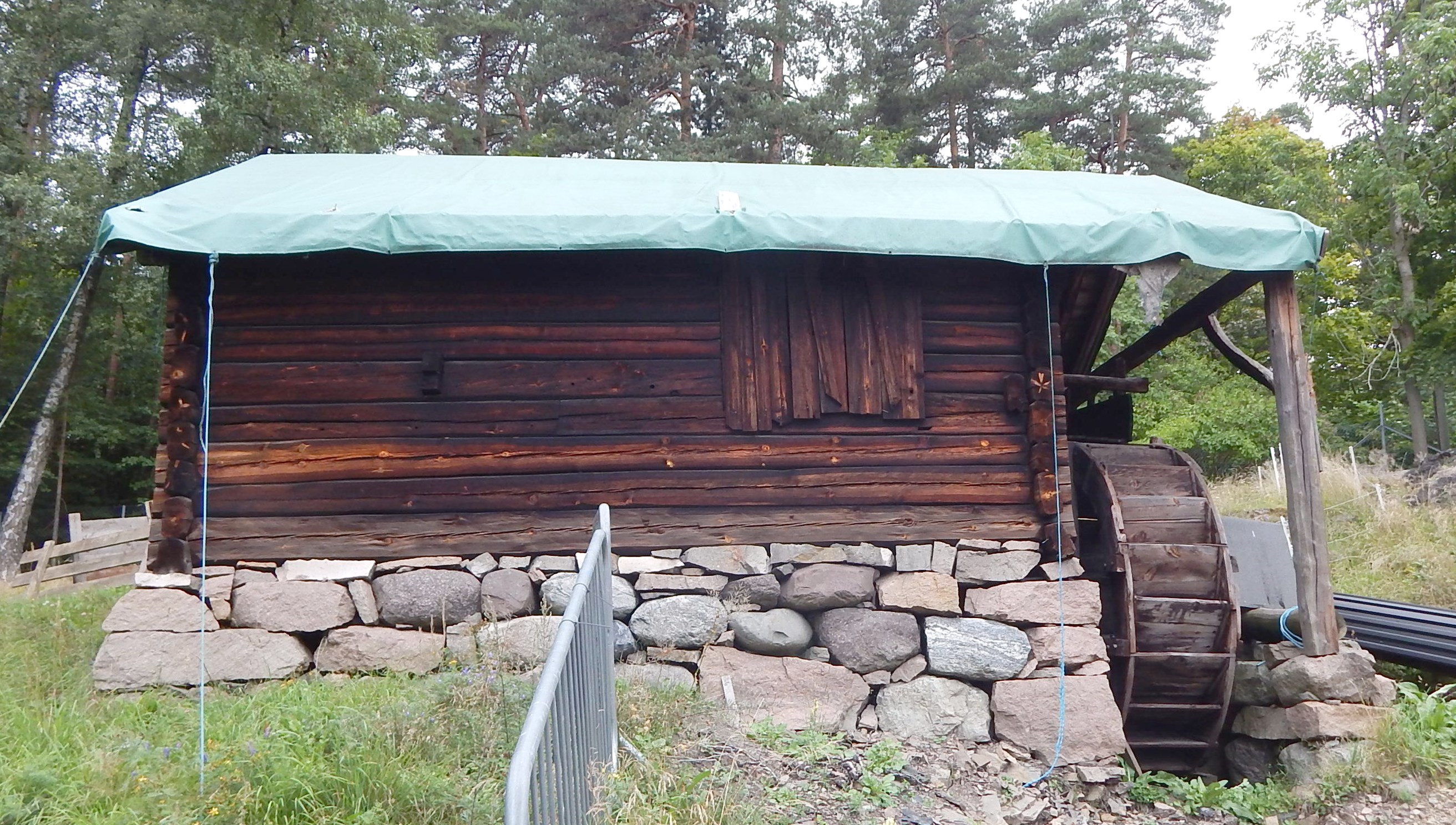
ストーダルの鉱石の破砕小屋(Stamp Mill)
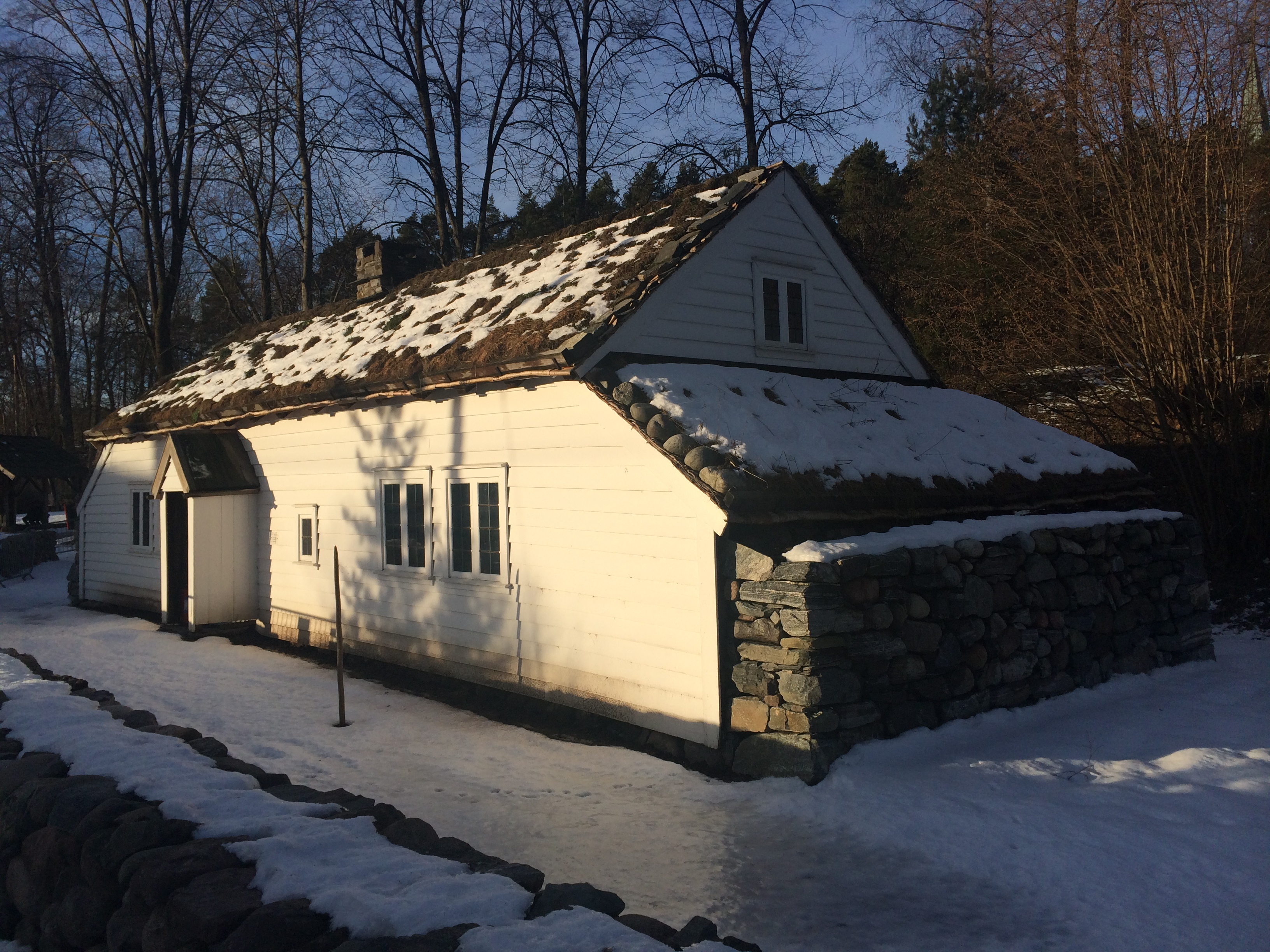
リスタの典型的な19世紀の家
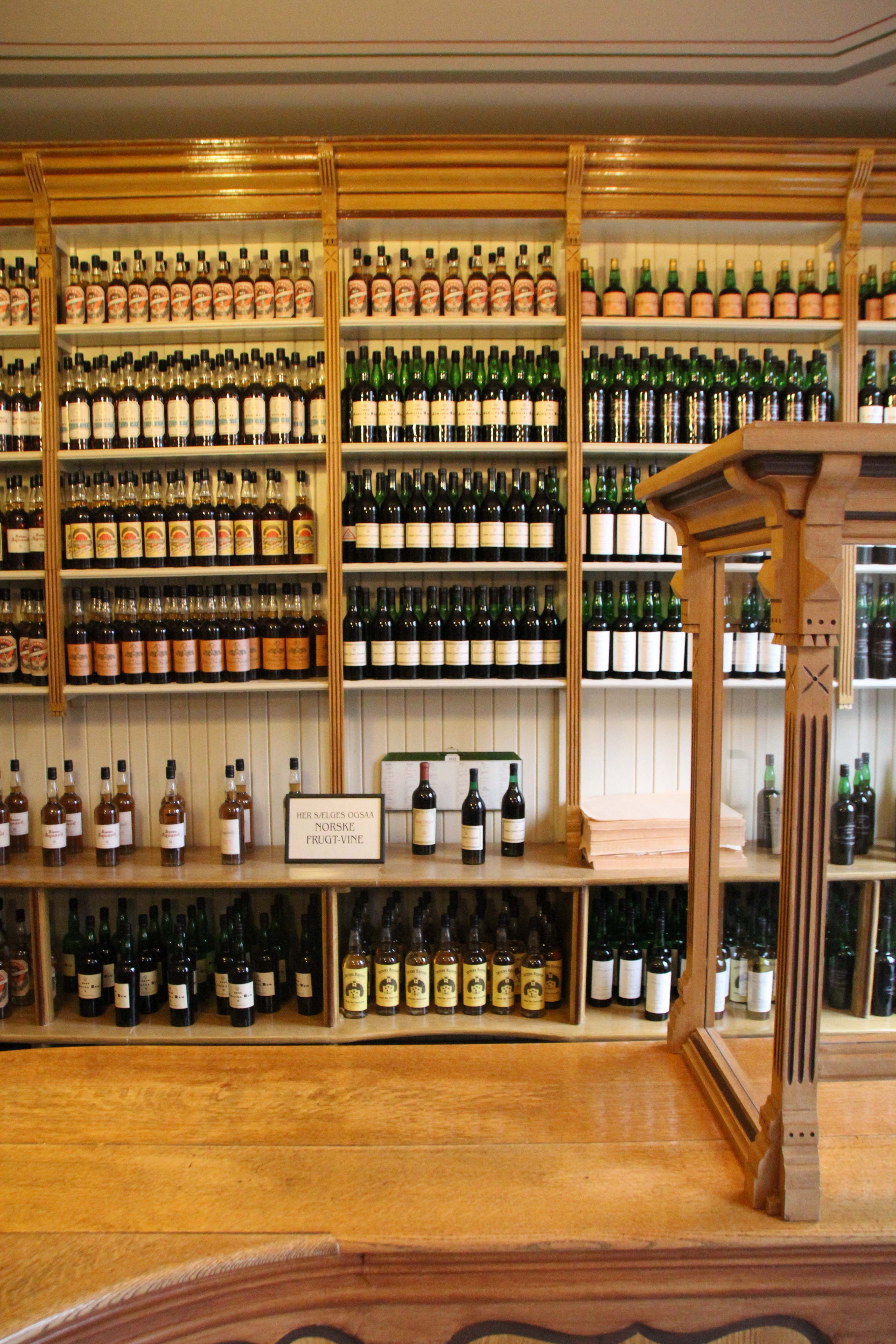
ホルメストランドのサムラゲット酒屋(1904)
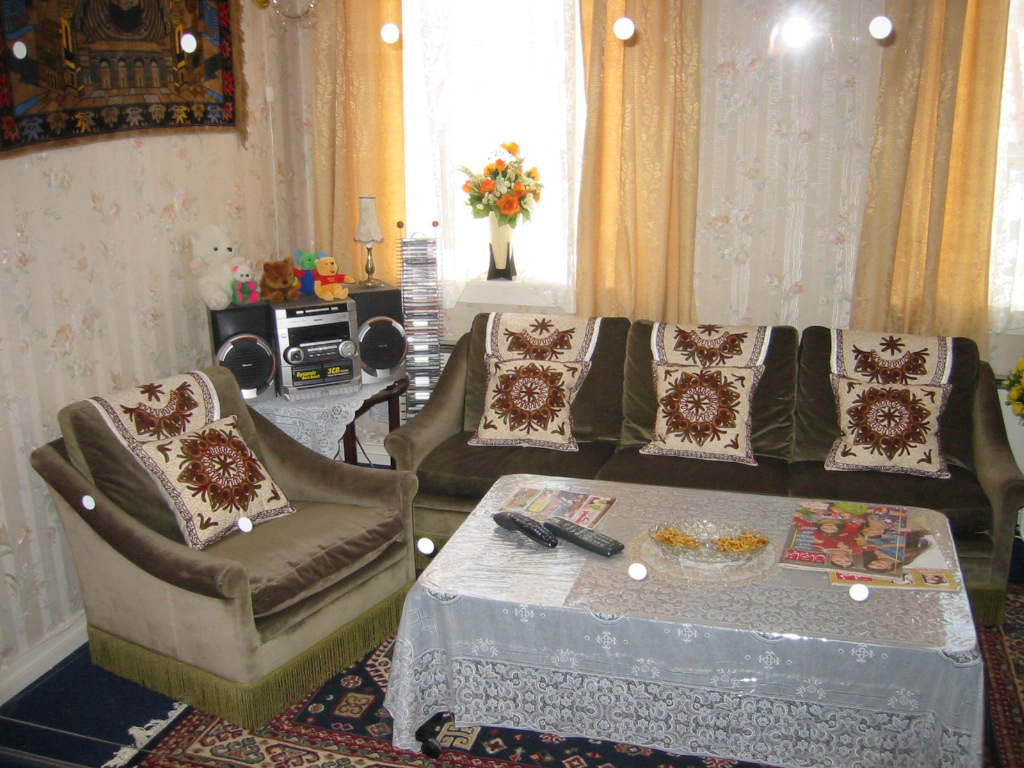
1865 年に建てられた集合住宅に建てられた 2002 年のパキスタン人の家。
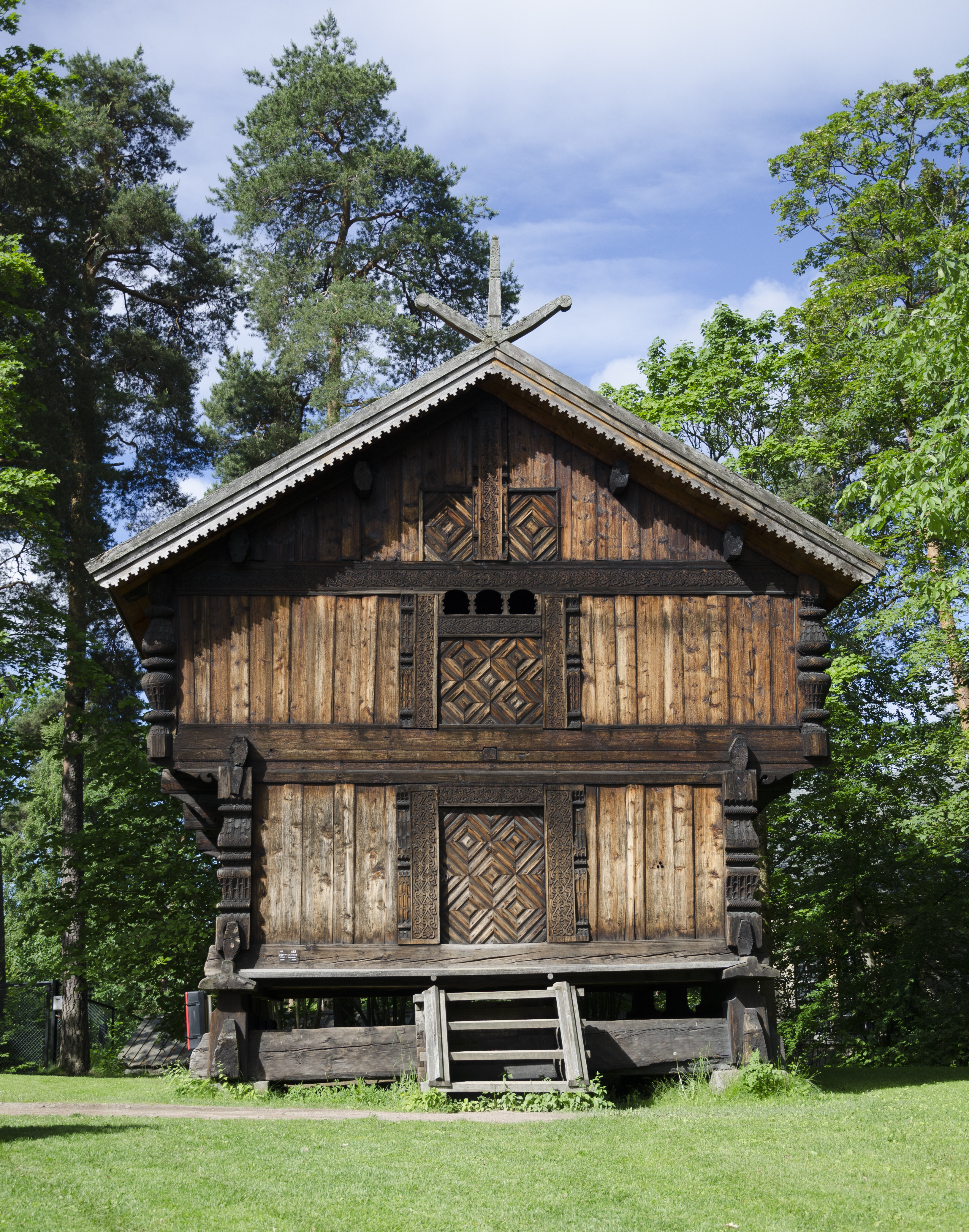
テレマルクのロフト。1750～60 年頃に建てられたもの。
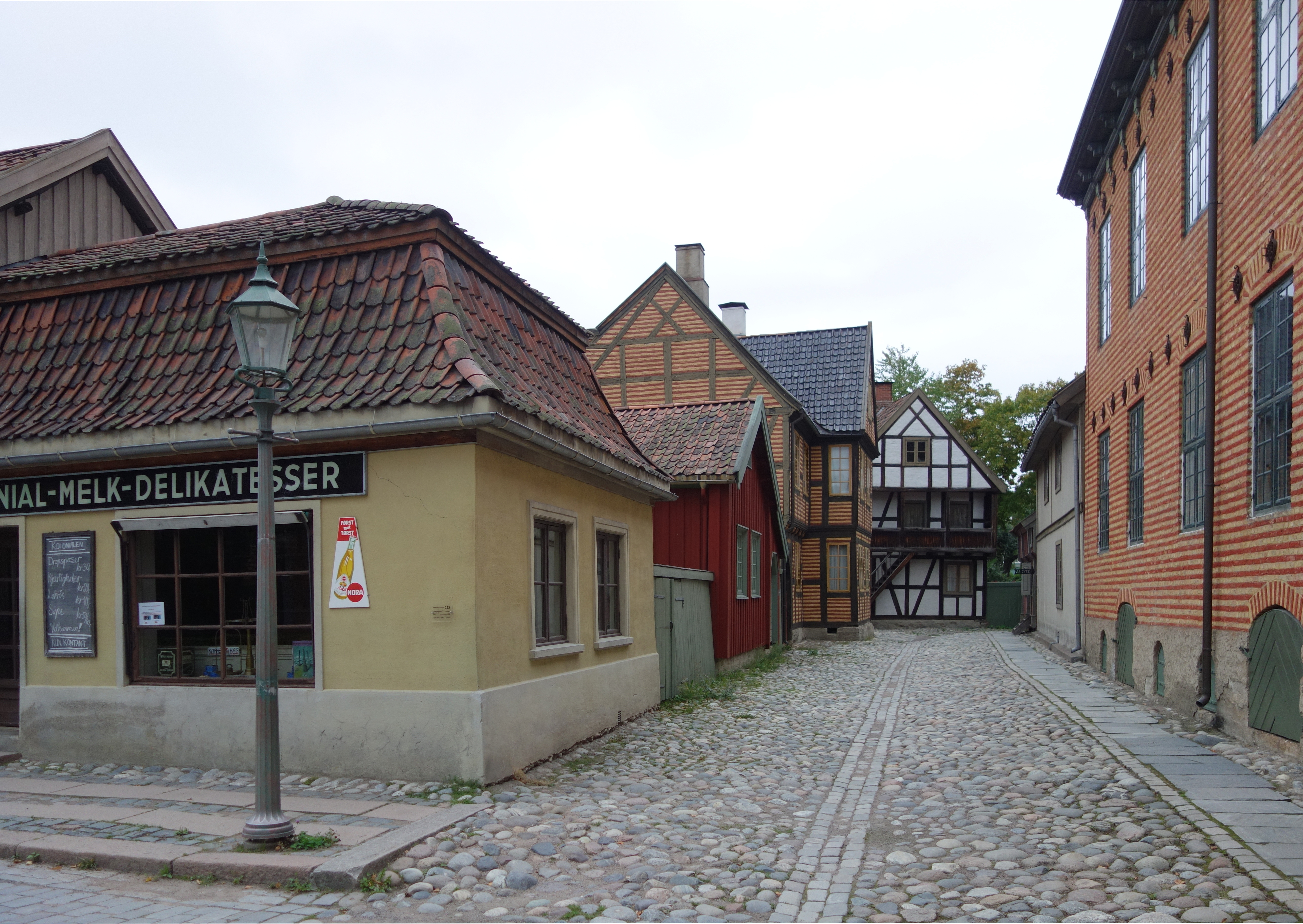
ノルウェー民俗博物館の「旧市街」地区の通り